# تشارلز إيفرت
تشارلز إيفرت (بالإنجليزية: Charles Everett)‏ (1835 - 15 يناير 1896) هو لاعب كريكت بريطاني (وحمل سابقاً جنسية المملكة المتحدة لبريطانيا العظمى وأيرلندا). لعب مع Hampshire county cricket teams ‏.